# Taipalekanal

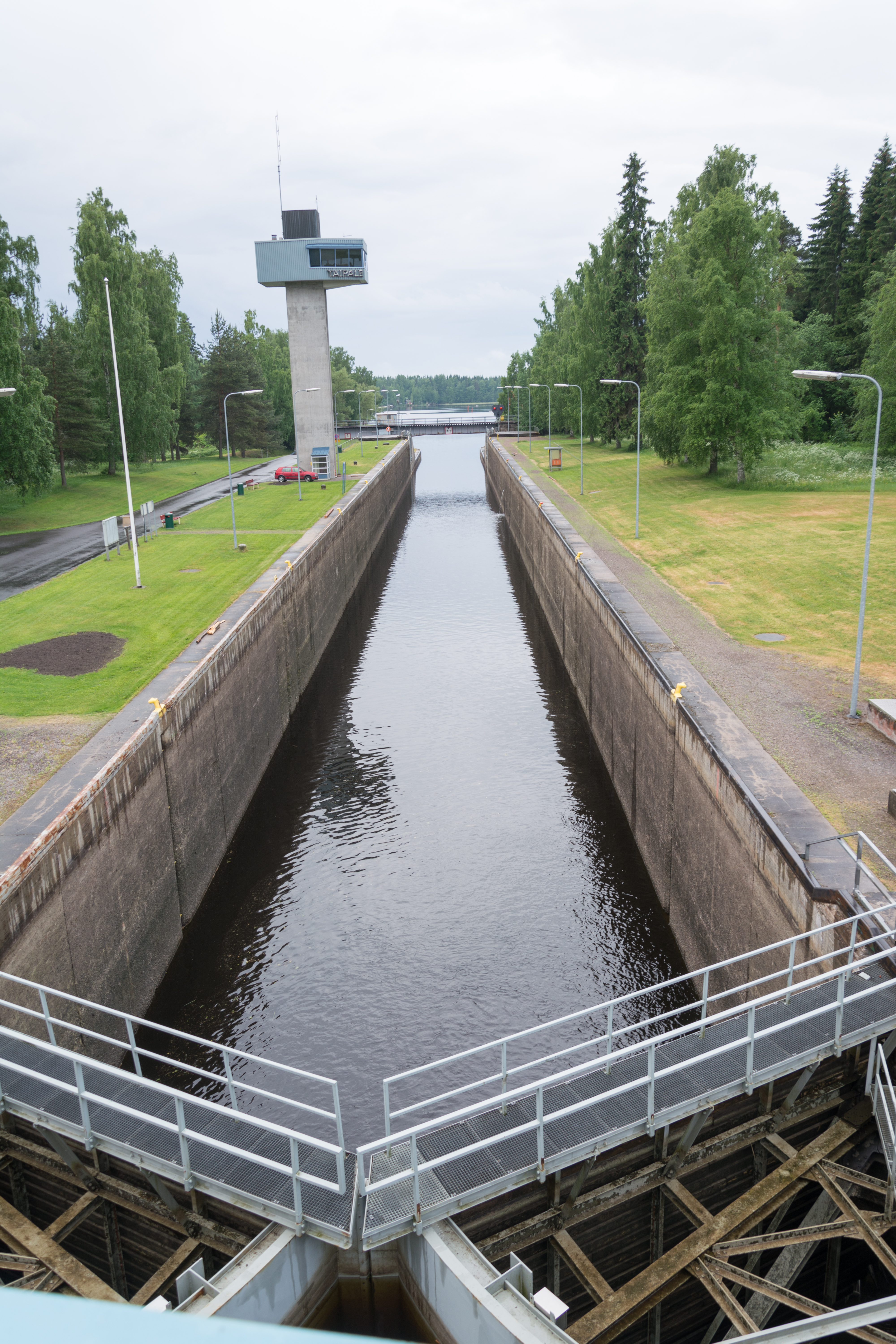
Der Taipalekanal im Jahr 2013

Der Taipalekanal ist ein 500 m langer Kanal im Gebiet der finnischen Stadt Varkaus, welcher die Seen Unnukka und Haukivesi verbindet.
Die Stromschnelle bei Varkaus behinderte noch Anfang des 19. Jahrhunderts den Wasserweg Richtung Kuopio im Norden und Saimaa im Süden.
Bereits 1822 schlug man die Begradigung der Stromschnelle vor. Erst 1831 machte der Kanalbauer Fredrik Hällström Vorschläge für den Bau eines Kanals. Der Bau wurde 1834 beschlossen und schon 1835 begonnen. Die Einweihung erfolgte im Juli 1840. Der Kanal hatte damals eine Breite von etwa 14 Metern und erlaubte einen Tiefgang von etwa 1,8 m. Er besaß zwei Schleusen von 36 m Länge. Der Höhenunterschied betrug 4,5 m.
Spätestens nach Fertigstellung des Saimaa-Kanals im Jahre 1856 stellte sich bald heraus, dass der Taipalekanal zu klein war. Im Jahr 1865 wurde beschlossen, den Taipalekanal und auch den nördlich gelegenen Konnuskanal zu vertiefen. Mit den Bauarbeiten wurde 1867 begonnen. Im September fuhren die ersten Boote auf dem Kanal. Der 564 m lange Kanal war nun mit zwei Schleusen von 50,5 m Länge und 17,8 m Breite sowie einem 134 m langen Seitenbecken ausgestattet.
In den Jahren 1962 bis 1967 wurde der Kanal erneut verändert. In diesem Zusammenhang wurde der Verlauf nach Westen verlegt, so dass der ursprüngliche Kanal als Museumshafen verblieb.
Der Kanal ist Teil der 4,35 m tiefen Fahrrinne, welche von Savonlinna über Kuopio nach Siilinjärvi führt. Die Durchfahrtshöhe der Hebebrücken beträgt 4,5 m. Der Höhenunterschied der Schleuse beträgt 4–6 m. Das Höchstmaß der Schiffe, die den Kanal passieren können, beträgt 160 m Länge × 12,2 m Breite × 4,35 m Tiefe × 24,5 m Höhe.
Der Ausbau der Wasserwege begünstigte wesentlich die wirtschaftliche Entwicklung der nördlich gelegenen Regionen in der Landschaft Savo und u. a. der Städte Kuopio und Iisalmi.